# Spilomyia saltuum
Spilomyia saltuum là một loài ruồi trong họ Ruồi giả ong (Syrphidae). Loài này được Fabricius mô tả khoa học đầu tiên năm 1794. Spilomyia saltuum phân bố ở vùng Cổ Bắc giới